# Foxborough (Massachusetts)
Foxborough és una població dels Estats Units a l'estat de Massachusetts. Segons el cens del 2007 tenia 16.298 habitants.
La ciutat és coneguda a tot el país per tenir el Gillette Stadium, l'estadi dels New England Patriots de la NFL i dels New England Revolution de la Major League Soccer.

## Demografia
Segons el cens del 2000, Foxborough tenia 16.246 habitants, 6.141 habitatges, i 4.396 famílies. La densitat de població era de 312,4 habitants/km².
Dels 6.141 habitatges en un 35,3% hi vivien nens de menys de 18 anys, en un 59,9% hi vivien parelles casades, en un 8,6% dones solteres, i en un 28,4% no eren unitats familiars. En el 23,4% dels habitatges hi vivien persones soles el 8,6% de les quals corresponia a persones de 65 anys o més que vivien soles. El nombre mitjà de persones vivint en cada habitatge era de 2,63 i el nombre mitjà de persones que vivien en cada família era de 3,15.
Per edats la població es repartia de la següent manera: un 26,5% tenia menys de 18 anys, un 5% entre 18 i 24, un 32,1% entre 25 i 44, un 24,5% de 45 a 60 i un 11,9% 65 anys o més.
L'edat mediana era de 38 anys. Per cada 100 dones de 18 o més anys hi havia 92,2 homes.
La renda mediana per habitatge era de 64.323 $ i la renda mediana per família de 78.811$. Els homes tenien una renda mediana de 51.901 $ mentre que les dones 35.748$. La renda per capita de la població era de 32.294$. Entorn del 2,3% de les famílies i el 3,1% de la població estaven per davall del llindar de pobresa.